# 吕措 (梅克伦堡-前波美拉尼亚州)
吕措（德語：Lützow）是德国梅克伦堡-前波美拉尼亚州的一个市镇。总面积24.83平方公里，总人口1461人，其中男性743人，女性718人（2011年12月31日），人口密度59人/平方公里。